# Balla Solna
Balla Solna (biał. Баля Сольная) – wieś na Białorusi, położona w obwodzie grodzieńskim w rejonie grodzieńskim w sielsowiecie podłabieńskim, na lewym brzegu rzeki Niemen.
W latach 1921–1939 Balla Solna należała do gminy Balla Wielka w ówczesnym województwie białostockim.
W 1921 mieszkało tu 74 osoby. Wszystkie deklarowały narodowość polską.